# Thomas Louis Tremblay
Thomas Louis Tremblay, kanadski general, * 1886, † 1951.